# Blepharicera similans
Blepharicera similans is een muggensoort uit de familie van de Blephariceridae. De wetenschappelijke naam van de soort is voor het eerst geldig gepubliceerd in 1929 door Johannsen.